# Nemo Mettler
Nemo, celým jménem Nemo Mettler (* 3. srpna 1999 Biel), je švýcarská rapující a zpívající nebinární osoba, též hrající na housle, klavír a bicí. Ve svých 24 letech, v roce 2024, zvítězila jako reprezentant Švýcarska na Eurovision Song Contest s písní „The Code“.

## Kariéra
První EP Clownfisch z roku 2015 se dostalo na 95. místo švýcarské hitparády. V roce 2017 Nemo vydali singl „Du“, který se umístil na 4. místě hitparády. V letech 2021/2022 se zúčastnili druhého ročníku show The Masked Singer Switzerland, kde soutěžili v masce pandy s finálním umístěním na 5. místě.
Dne 29. února 2024 bylo oznámeno, že Nemo budou reprezentovat Švýcarsko na Eurovision Song Contest 2024 s písní „The Code“. Poprvé se představili ve druhém semifinále 9. května, z něhož postoupili do grandfinále ze čtvrtého místa. V následném finále 11. května zvítězili, když v hodnocení národních porot obsadili první místo a v hlasování veřejnosti skončili na pátém místě. Skladba kombinuje prvky drum and bass, rapu a rocku s až operními pasážemi a vypráví autobiografický příběh nebinárního sebepoznání a coming outu. Po vítězství Nemo uvedli: „Doufám, že tahle soutěž dostojí svému slibu a bude se i dál zasazovat o mír a důstojnost pro všechny, kdo mají odvahu být sami sebou a kdo potřebují být slyšet, kdo potřebují, abychom jim porozuměli. Potřebujeme víc soucitu a empatie.“ Při úvodním představování přitom předvedli nebinární vlajku, kterou podle vlastního vyjádření museli do sálu propašovat, publiku bylo údajně pořadateli zakázáno vnášet do haly tyto vlajky. Spolu s některými dalšími účastníky soutěže také podepsali otevřený dopis žádající o klid zbraní a mír v Izraeli a Palestině.

## Soukromý život
V roce 2023 Nemo uvedli, že jsou nebinární, tj. nejsou mužem ani ženou. Zároveň uvedli, že v němčině preferují oslovování jménem a v angličtině používat genderově neutrální zájmena „they/them“. Po vítězství v Eurovizi o nich anglofonní média referovala v souladu s identitou, zatímco česká média je nezřídka misgenderovala jako „zpěváka“.

## Diskografie

### EPs
- 2015: Clownfisch
- 2017: Momänt-Kids
- 2017: Fundbüro
- 2022: Whatever Feels Right

### Singly
- 2016: „Himalaya“
- 2017: „Style“ (s Marcem Amacherem)
- 2017: „Du“
- 2017: „Usserirdisch“
- 2018: „Crush uf di“
- 2019: „5i uf de Uhr“
- 2019: „365“
- 2019: „Girl us mire City“
- 2020: „Dance With Me“
- 2020: „Video Games“
- 2021: „Hailey“ (s Chelan)
- 2021: „Certified Pop Queen“
- 2021: „Chleiderchäschtli“ (s KT Gorique)
- 2022: „Lonely Af“
- 2022: „Own Sh¡t“
- 2022: „F*ck Love“ (s Anthonym de la Torre)
- 2022: „Be like You“
- 2023: „This Body“
- 2024: „Falling Again“
- 2024: „The Code“
- 2025: „unexplainable“